# فرودگاه ظفر
فرودگاه ظفر (به ترکی استانبولی: Zafer Airport) یک فرودگاه در ترکیه است که در شهر آلتین‌تاش از توابع کوتاهیه در استان کوتاهیه واقع شده‌است.

## شرکت‌های هواپیمایی و مقصدهای پروازی
| شرکت‌های هواپیمایی | مقصدهای پروازی                   |
| ----------------- | -------------------------------- |
| یورووینگز         | فصلی: فرودگاه بین‌المللی دوسلدورف |
| ترکیش ایرلاینز    | فرودگاه جدید استانبول            |